# Дент, Фредерик Бэйли
Фредерик Бэйли Дент (анг. Frederick Baily Dent; 17 августа 1922 года, Кейп-Мей, Нью-Джерси, США — 10 декабря 2019 года, Спартанберг, Южная Каролина, США) — американский государственный деятель, министр торговли США (1973—1975 года) и Торговый представитель США (1975—1977 года).

## Биография
Фредерик родился 17 августа 1922 года в семье Эдит и Магрудер Дент. Детство прошло в Гринуич (Коннектикут). Дент окончил Школу Святого Павла в городе Конкорд (Нью-Гэмпшир), а затем Йельский университет, где занимался футболом и хоккеем. Во время учёбы в Йельском университете прошёл подготовку в Корпусе подготовки офицеров запаса военно-морского флота. В 1943 году окончил Йельский университет. С 1943 по 1946 год он служил в военно-морских силах США. Он служил в звании младшего лейтенанта на кораблях USS PC 1547 и USS PCE (C) 873 на Тихоокеанском театре военных действий. 11 марта 1944 года Дент женился на Милдред Кэррингтон Харрисон.
С 1947 года начал работать в текстильной компании Mayfair Mills в городе Аркадии (Южная Каролина), которая принадлежала его семье. С 1958 по 1972 год и с 1977 по 1988 года был президентом компании.
2 февраля 1973 года президент США Ричард Никсон назначил Фредерика Дента министром торговли США. 26 марта 1975 года президент США Джеральд Форд назначил Дента Торговым представителем США, пост которого он занимал до 20 января 1977 года.
Фредерик Дент умер 10 декабря 2019 года в больнице города Спартанберг.

## Примечание
1. ↑  Frederick B. Dent // Munzinger Personen (нем.)
2. ↑  Frederick B. Dent
3. ↑  Frederick B. Dent (1974–1975) | Miller Center (англ.). millercenter.org (4 октября 2016). Дата обращения: 6 февраля 2020. Архивировано 17 декабря 2019 года.
4. 1 2  Frederick B. Dent. www.nndb.com. Дата обращения: 6 февраля 2020. Архивировано 6 февраля 2020 года.
5. 1 2  McFadden, Robert D. (16 декабря 2019). Frederick B. Dent, 97, Commerce Secretary and Nixon Ally, Dies. The New York Times. Архивировано 17 декабря 2019. Дата обращения: 6 февраля 2020.